# Pantecphylus major
Pantecphylus major är en insektsart som beskrevs av Griffini 1909. Pantecphylus major ingår i släktet Pantecphylus och familjen vårtbitare. Inga underarter finns listade i Catalogue of Life.